# Isabel (serie televisiva)
Isabel è una serie televisiva spagnola di genere storico, diretta da Jordi Frades e prodotta da Diagonal TV per TVE. La serie è basata sulla storia del regno della regina Isabella di Castiglia. È stata trasmessa su La 1 di TVE dal 2012 al 2014. In Italia, la serie è stata rimontata in due stagioni della durata di 100-105 minuti a episodio. Venne trasmessa in prima visione su Rai Premium dal 7 ottobre 2018 al 20 marzo 2019. In Spagna ci sono due seguiti: La corona partida, dove si era interrotta la serie madre successivamente alla morte di Isabella con lo stesso cast e un guest star speciale di Michelle Jenner, apparsa ancora come Isabella alla morte di Ferdinando negli ultimi minuti del film; Carlos, rey emperador non ha nulla della serie madre, tendendo solo a portare avanti la sceneggiatura e seguito dell'età storica.

## Trama
Questa serie è una biografia della regina di Castiglia, Isabella la Cattolica.

### Prima stagione
La prima stagione racconta il periodo di vita di Isabel compreso tra il 1461 e il 1474: dalla sua nascita al matrimonio con Ferdinando II d'Aragona e l'intreccio di lotte e intrighi che alla fine portarono alla sua incoronazione a regina di Castiglia.

### Seconda stagione
La seconda stagione racconta il periodo compreso tra il 1474 e il 1492: dall'incoronazione alla guerra di successione al trono contro Alfonso V del Portogallo e Giovanna la Beltraneja fino alla conquista di Granada e alla partenza di Cristoforo Colombo verso le Americhe.

### Terza stagione
La terza stagione copre la parte finale della vita di Isabella (1492-1504): la scoperta dell'America, il matrimonio dell'infanta Giovanna con Filippo e dell'infante Giovanni con Margherita d'Asburgo; le successive morti dell'infante Giovanni e della primogenita Isabella, regina consorte del Portogallo; il matrimonio della figlia Maria con Manuele I del Portogallo. La serie si conclude con la morte della stessa Isabella.

## Episodi
| Stagione         | Episodi | Prima TV Spagna | Prima TV Italia |
| ---------------- | ------- | --------------- | --------------- |
| Prima stagione   | 13      | 2012            | 2018            |
| Seconda stagione | 13      | 2013            | 2018            |
| Seconda stagione | 13      | 2013            | 2018-2019       |
| Terza stagione   | 13      | 2014            |                 |

## Produzione
La serie è stata prodotta da Diagonal TV per TVE. Le riprese sono incominciate nell'estate del 2011 e si sono svolte in diverse città spagnole: Cáceres, Madrid e Segovia. La prima stagione è stata presentata per la prima volta il 10 settembre 2012, dopo un ritardo di otto mesi. La serie doveva inizialmente esordire il 30 gennaio 2012, ma un taglio di budget per TVE ha posticipato la prima.
Nel novembre 2012, la serie è stata rinnovata per una seconda stagione. Le riprese sono incominciate a febbraio 2013. Una parte delle riprese si è svolta all'interno dell'Alhambra di Granada.
A gennaio 2013 fu siglata una clausola per impedire ad altre emittenti di realizzare fiction sull'infanzia di Isabella e sulla parte finale della sua vita. A luglio 2013, TVE e Diagonal TV confermarono la realizzazione della terza e ultima stagione, da trasmettere nel 2014 e le cui riprese ebbero luogo nel 2013.
Fu poi realizzato come sequel il film televisivo dal titolo La corona partida, che narra gli avvenimenti successivi alla morte di Isabella. Le riprese incominciarono a maggio 2015, protagonisti sempre Rodolfo Sancho nel ruolo di Ferdinando II e Irene Escolar in quello di Giovanna la pazza. Il film fu trasmesso nel 2016, sempre su La 1.

## Personaggi e interpreti

### Personaggi principali
- Isabella di Castiglia (stagioni 1-3), interpretata da Michelle Jenner
Figlia di Giovanni II di Castiglia e di Isabella del Portogallo, pretendente al trono di Castiglia e poi regina di Castiglia e regina consorte di Aragona. Doppiata da Joy Saltarelli
- Ferdinando II d'Aragona (stagioni 1-3), interpretato da Rodolfo Sancho
Figlio di Giovanni II d'Aragona, re di Aragona, Valencia, Sardegna, Maiorca, Sicilia, Napoli e re consorte di Castiglia, marito di Isabella. Doppiato da Guido Di Naccio
- Enrico IV di Castiglia (stagione 1), interpretato da Pablo Derqui
Figlio di Giovanni II di Castiglia e di Maria di Castiglia e Aragona, fratellastro maggiore di Isabella e re di Castiglia.
- Giovanna del Portogallo (stagioni 1-2), interpretata da Bárbara Lennie
Seconda moglie di Enrico IV di Castiglia, sorella di Alfonso V del Portogallo e madre di Giovanna, pretendente rivale di Isabella al trono di Castiglia.
- Alfonso di Castiglia (stagione 1), interpretato da Victor Elías
Principe delle Asturie, fratello minore di Isabella e fratellastro di Enrico IV.
- Alfonso V del Portogallo (stagioni 1-2), interpretato da Daniel Albadalejo
Re del Portogallo, zio e poi marito di Giovanna la Beltraneja, pretendente rivale al trono di Castiglia.
- Giovanni II del Portogallo (stagioni 2-3), interpretato da Álvaro Monje
Figlio di Alfonso e suo successore, rivaleggerà con Isabella e Ferdinando per il possesso delle Americhe.
- Giovanni II d'Aragona (stagioni 1-2), interpretato da Jordi Banacoloc
Re d'Aragona e padre di Ferdinando II.
- Giovanna la Beltraneja (stagioni 1-2), interpretata da Carmen Sánchez
Figlia di secondo letto di Enrico IV e Giovanna del Portogallo, moglie di Alfonso V del Portogallo e pretendente rivale di Isabella al trono di Castiglia.
- Giovanna di Castiglia (stagioni 2-3), interpretata da Irene Escolar
Terzogenita di Isabella e Ferdinando, moglie di Filippo di Castiglia. Doppiata da Emanuela Ionica
- Filippo di Castiglia (stagione 3), interpretato da Raúl Merida
Marito di Giovanna di Castiglia e futuro re di Spagna.
- Muley Hacen (stagione 2), interpretato da Roberto Enríquez
Sultano di Granada e padre di Boabdil, ne ripudia la madre Aisha a favore di Zoraya, schiava cristiana il cui vero nome è Isabel de Solís, da lui rapita e poi convertitasi all'Islam.
- Boabdil di Granada (stagione 2), interpretato da Alex Martínez
Ultimo sultano di Granada, costretto a cedere il suo regno a Isabella e Ferdinando.
- Carlo VIII di Francia (stagione 3), interpretato da Héctor Carballo
Sovrano di Francia che ambisce a sottrarre a Ferdinando il regno di Napoli e Sicilia per ottenere il controllo del Mediterraneo.

### Personaggi secondari
- Juan Pacheco (stagioni 1-2), interpretato da Ginés García Millán
Signore di Belmonte e marchese di Villena, sostenitore di Giovanna la Beltraneja e fiero oppositore di Isabella.
- Alfonso Carrillo de Acuña (stagioni 1-2), interpretato da Pedro Casablanc
Arcivescovo di Toledo, prima sostenitore poi avversario di Isabella.
- Gonzalo Chacón (stagioni 1-3), interpretato da Ramón Madaula
Consigliere di fiducia di Isabella, come un padre per lei.
- Gutierre de Cárdenas (stagioni 1-3), interpretato da Pere Ponce
Nipote (di zio) di Gonzalo Chacón, uomo di corte, leale sostenitore di Isabella.
- Gonzalo Fernández de Córdoba (stagioni 1-3), interpretato da Sergio Peris-Mencheta
Uomo d'armi e cavaliere di fiducia al servizio di Isabella, combattente nella conquista di Granada e poi comandante nella guerra contro Carlo VIII di Francia.
- Beltrán de la Cueva (stagioni 1-3), interpretato da William Miller
1º duca di Alburquerque, amico personale di Enrico IV e sospettato di essere il vero padre di Giovanna, detta appunto la Beltraneja, in seguito sostenitore di Isabella.
- Beatriz de Bobadilla (stagioni 1-3), interpretata da Ainhoa Santamaría
Amica e confidente di Isabella.
- Andrés Cabrera (stagioni 1-3), interpretato da Jordi Díaz
Consigliere di Enrico IV, sostenitore e poi ministro di Isabella.
- Diego Hurtado de Mendoza (stagioni 1-2), interpretato da Juan Meseguer
Potente nobile spagnolo, acerrimo rivale di Juan Pacheco; in un primo tempo sostenitore di Giovanna la Beltraneja, infine fedele sostenitore di Isabella.
- Clara Chacón (stagioni 1-2), interpretata da Monica Vic
Dama di compagnia della madre di Isabella, Isabella del Portogallo e moglie di Gonzalo Chacón.
- Diego López Pacheco y Portocarrero (stagioni 1-3), interpretato da Javier Rey
Figlio primogenito di Juan Pacheco, grande sostenitore di Giovanna la Beltraneja contro Isabella, dopo un primo periodo di resistenza, sconfitto, si sottomise alla fine a Isabella.
- Hernando de Talavera (stagioni 2-3), interpretato da Lluís Soler
Frate dell'Ordine di San Gerolamo confessore personale di Isabella e in seguito arcivescovo di Granada.
- Tomás de Torquemada (stagione 2), interpretato da Manuel Dueso
Inquisitore generale e spietato persecutore dei convertiti dall'ebraismo e dall'Islam.
- Francisco Jiménez de Cisneros (stagione 3), interpretato da Eusebio Poncela
Monaco francescano divenuto prima confessore di Isabella al posto di Hernando de Talavera e poi arcivescovo di Toledo, incaricato di riformare il clero e l'Inquisizione spagnola.
- Al-Zaghal (stagione 2), interpretato da Javier Mora
Fratello del Mulay Hacen e zio di Boabdil, spodesta il fratello per poi venire a sua volta spodestato da Boabdil.
- Aisha (stagione 2), interpretata da Alicia Borrachero
Prima moglie ripudiata del Muley Hacen e madre di Boabdil, assetata di rivincita tenta in tutti i modi di convincere prima il marito poi il figlio alla guerra ad oltranza contro Isabella e Ferdinando.
- Isabel de Solís/Zoraya, interpretata da Nani Jiménez (stagione 2)
Nobildonna spagnola rapita come schiava cristiana dal Muley Hacen, che poi si innamora e la sposa ripudiando la prima moglie Aisha.
- Pedro González de Mendoza (stagioni 1-3), interpretato da Andrés Herrera
Nipote (di zio) di Diego de Mendoza, la cui nomina ad arcivescovo di Siviglia fu favorita da Ferdinando e Isabella a scapito di Carrillo.
- Rodrigo Borgia poi papa Alessandro VI (stagione 1 e stagione 3), interpretato da Jorge Bosch
Inviato in Spagna da Roma quando era ancora cardinale per gestire la scelta dell'arcivescovo di Siviglia. Eletto papa, viene coinvolto nelle dispute tra la Francia e il regno di Castiglia e Aragona.
- Cristoforo Colombo (stagioni 2-3), interpretato da Julio Manrique
Navigatore genovese, la cui spedizione che portò alla scoperta dell'America fu finanziata da Isabella e Ferdinando.
- Cesare Borgia (stagione 3), interpretato da Nacho Aldeguer
Figlio di Rodrigo Borgia e cardinale ambizioso e privo di scrupoli. Dopo la morte del fratello Giovanni e tolta la tonaca cardinalizia diventerà uno dei più potenti condottieri in Italia, fino alla morte del padre.

## Trasmissioni internazionali
I diritti di trasmissione di Isabel sono stati acquisiti nel Regno Unito da Sky Arts.
In Messico, Canal 22 ha acquisito i diritti e la serie ha esordito il 6 agosto 2013.
In Cile, la serie è andata in onda su TVN.
In Brasile, la serie è andata in onda quotidianamente su + Globosat.
In Israele, la serie è andata in onda settimanalmente durante il 2017 sul canale Viva della piattaforma satellitare Yes.
In Bulgaria, la serie è andata in onda il 5 febbraio 2014 su bTV.
Negli Stati Uniti, la serie è andata in onda su Estrella TV la domenica a partire dal 16 marzo 2014.
Nel mondo arabo, è andata in onda nei giorni feriali di Abu Dhabi Al Oula.
In Serbia, la serie è andata in onda sulla televisione nazionale RTS1.
In Italia, la serie è stata trasmessa su Rai Premium dal 7 ottobre 2018 al 20 marzo 2019.